# Пісочник маорійський
Пісочник маорійський (Charadrius obscurus) — вид сивкоподібних птахів родини сивкових (Charadriidae).

## Поширення
Ендемік Нової Зеландії. Це болотні птахи, які зазвичай трапляються на пляжах і піщаних берегах або харчуються в приливних лиманах. До 1990 року вид був близький до зникнення: збереглося близько 1300 птахів на Північному острові та приблизно 75 на Південному, але заходи щодо збереження допомогли збільшити до 2005 року ці цифри до 1700 і 250 відповідно.

## Опис
Один з найбільших видів роду Charadrius. Дорослі особини досягають довжини тіла 25 см і ваги  130—170 г. Спина птаха переважно коричнева, живіт кремовий наприкінці літа та восени, яскраво-червоно-помаранчевий взимку та навесні. Міцний дзьоб чорний, ноги сірі.

## Підвиди
Включає два підвиди:
- C. o. aquilonius Dowding, 1994 — Північний острів
- C. o. obscurus Gmelin, JF, 1789 - Південний острів та острів Стюарт